# Ludvig Reinhold Kistner
Ludvig Reinhold Kistner, född 16 juli 1814 i Teda församling, Uppsala län, död 30 oktober 1865 i Enköpings församling, Uppsala län, var en svensk borgmästare och politiker. Han var borgmästare i Enköping och riksdagsman i borgarståndet 1853-1866. Vid ståndsriksdagarna 1853/54 och 1856/58 representerade han borgarståndet i Enköping, Sala och Strängnäs. 1859/60 representerade han borgarståndet i Enköping, Piteå och Strängnäs. 1862/63 representerade han borgarståndet i Enköping, Piteå och Söderhamn samt 1865/66 borgarståndet i Söderköping, Söderhamn och Enköping.